# Eri
Eri ('Aerius', Ἀέριος) fou un religìós, amic d'Eustaci de Sebaste vers el 360. Quan Eustaci fou elevat a bisbe, Aerius fou nomenat sacerdot i va dirigir un hospital al Pont. Sembla que per enveja va acusar el seu amic bisbe i va iniciar una heretgia (Erianisme). Se li va prohibir l'accés a les ciutats i ell mateix i els seus seguidors van viure en coves o a l'aire lliure. Encara quedaven seguidors de la secta en temps de Sant Agustí el 428.